# Salza (Nordhausen)

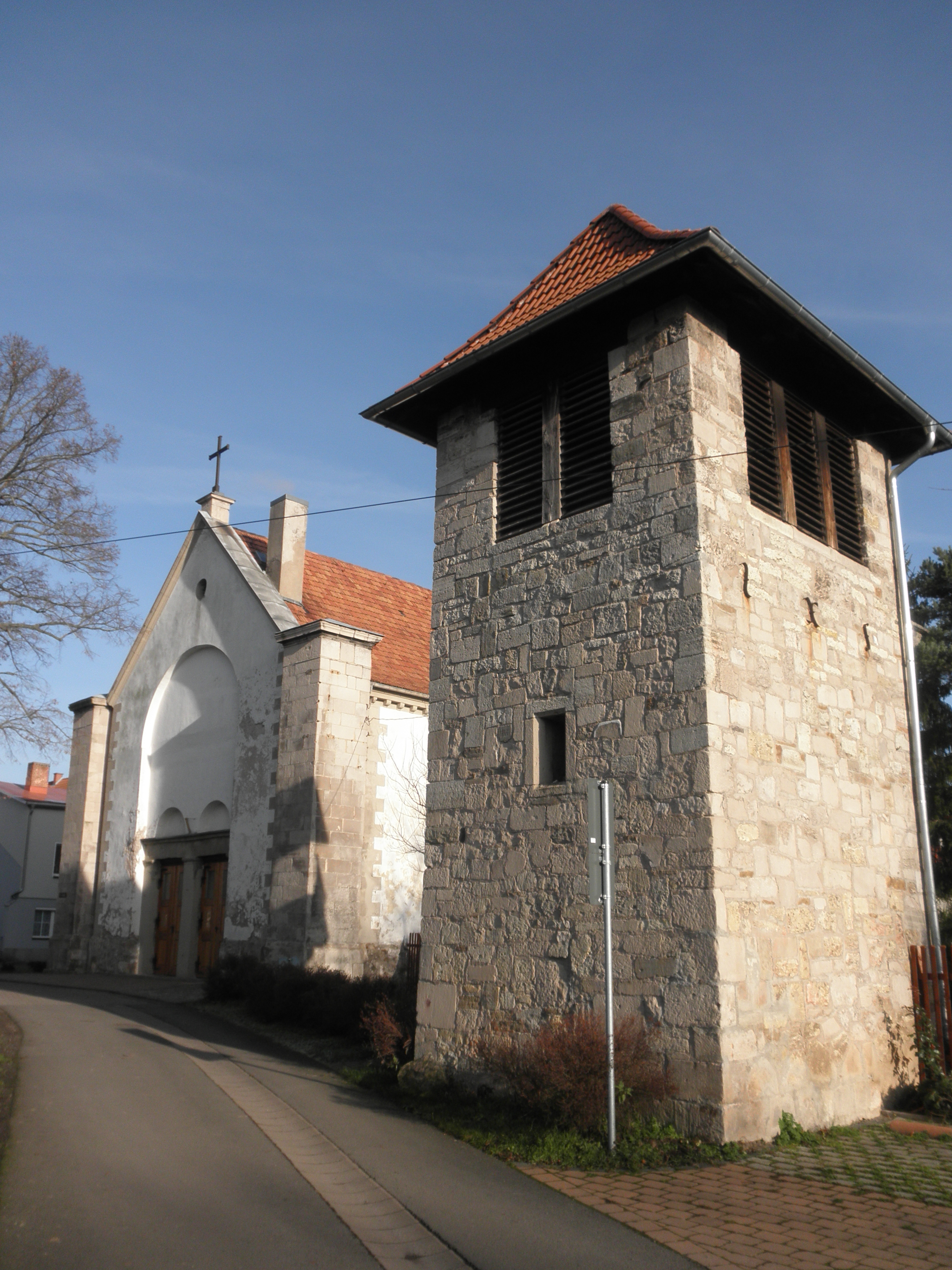
Glockenturm der Kirche in Salza

Hauptstraße in Salza (1970er)

Salza ist ein Stadtteil im Norden der Stadt Nordhausen in Thüringen.

## Geographie
Der Ortsteil Salza liegt am nordwestlichen Rand der Kernstadt Nordhausen. Der Ort erstreckt sich entlang der Südharzbahn Nordhausen–Northeim und teilt sich in das alte Dorf westlich des Bahnhofs und einen neueren Teil östlich davon. Durch Salza fließt die Salza. Sie entspringt unweit des Ortsteils in der größten Karstquelle Thüringens, dem Salzaspring. Östlich des Stadtteils verläuft die Bundesstraße 4 nach Ilfeld und weiter. Südwestlich befinden sich die Bundesstraße 243 und die Bundesautobahn 38 mit Anschluss bei Werther. Im Norden befindet sich die Siedlung Obersalza, im Süden Niedersalza.

## Geschichte
Salza wurde erstmals im 8. Jahrhundert als Besitzung des Erzbistums Mainz aufgeführt. Lulus von Mainz verstarb 786, weshalb dieses Jahr für die Ersterwähnung angenommen wurde. Auf dieser Grundlage wurde 1936 die 1150-Jahr-Feier und 1986 die 1200-Jahr-Feier. Jedoch erfolgte die erste urkundliche Erwähnung mit der bezeichnenden Lage im Helmegau erst am 15. September 802. Im Sommer 2002 feierte Salza seine zweite 1200-Jahr-Feier, auf Grundlage der Urkunde von Karl dem Großen, der seinem Getreuen Maginfred seine Schenkungen in verschiedenen Orten bestätigte.
Auf dem Bergsporn „Birkenkopf“ vom Ausläufer des Kohnsteinmassivs befanden sich hintereinander liegende Wälle. Alle drei Wälle haben wahrscheinlich eine Wallburg aus der späten Bronzezeit und Eisenzeit geschützt.
Um 780 wurde am östlichen Ufer der Salza eine fränkische Siedlung angelegt. Vermutlich befand sich zu dieser Zeit am westlichen Ufer bereits eine ältere thüringische Siedlung.
Die erste Schule in Salza entstand 1822 in der Kirchstraße 10, eine zweite im Jahr 1864 in der Teichstraße. 1904 erhielt die Gemeinde einen Bahnhof.
Der als Domäne bewirtschaftete Gutshof hatte im Jahr 1923 eine Nutzfläche von 158 Hektar, nach 1945 wurde der Betrieb in ein Volkseigenes Gut überführt.
Seit dem 1. Juli 1950 gehört Salza zum Gebiet der Stadt Nordhausen und hat damit keinen Ortschaftsrat oder Ortsteil-Bürgermeister.

## Sport
Die Fußballsektion der Betriebssportgemeinschaft BSG Motor Süd Nordhausen spielte in der Fußball-Landesklasse Thüringen 1948–1952.

## Sehenswürdigkeiten
- Die evangelische Kirche St. Laurentius mit Glockenturm
- Der Salzaspring, die größte Thüringer Karstquelle
- Die evangelische Justus-Jonas-Kirche, die einzige Bartning-Notkirche in Thüringen

## Persönlichkeiten
Söhne und Töchter von Salza
- Erich Peter (1919–1987), Militär, Generaloberst der NVA und langjähriger Chef der Grenztruppen der DDR
- Ilse Spangenberg (1924–2020), Malerin und Grafikerin
- Gerhard Arnhardt (1936–2008), Pädagoge und Hochschullehrer

Personen, die mit Salza in Verbindung stehen
- Robert Otto (1902–1986), Architekt, Träger des Bundesverdienstkreuzes 1. Klasse (1967), wuchs in Salza auf.[6]
- Josef Tauchmann (1920–2009), Geografielehrer an der Albert-Kuntz-Oberschule Salza (1948–1985), Hobbymeteorologe. Notierte über 50 Jahre lang das Wetter in Nordhausen-Salza.